# Xanthiosite
La xanthiosite è un minerale, un arsenato di nickel scoperto nel 1858 da C. Bergemann a Johanngeorgenstadt in Sassonia, Germania.